# ديسقورية
الديسقورية (الاسم العلمي: Dioscoreaceae) هي فصيلة من النباتات تتبع رتبة الديسقوريات من طائفة .
تضم حوالي 750 نوعا في ثمانية أو تسعة أجناس، أشهر أنواعها نبات اليام الذي يعتبر من المصادر الغذائية الهامة في بعض المناطق.

## الأجناس
- الديسقوريا